# Fígols
Fígols ist ein Ort und eine Gemeinde (municipio) mit 41 Einwohnern (Stand: 2024) in der Comarca Berguedà in der Provinz Barcelona in der Autonomen Region Katalonien. 

## Lage
Fígols liegt etwa 100 Kilometer nordnordwestlich von Barcelona in einer Höhe von etwa 1155 m in den südlichen Ausläufern der Pyrenäen in der Comarca Berguedà im Norden Kataloniens.

## Bevölkerungsentwicklung
| Jahr      | 1960 | 1970 | 1981 | 1991 | 2001 | 2011 | 2021 |
| Einwohner | 235  | 66   | 58   | 33   | 49   | 46   | 44   |

## Sehenswürdigkeiten

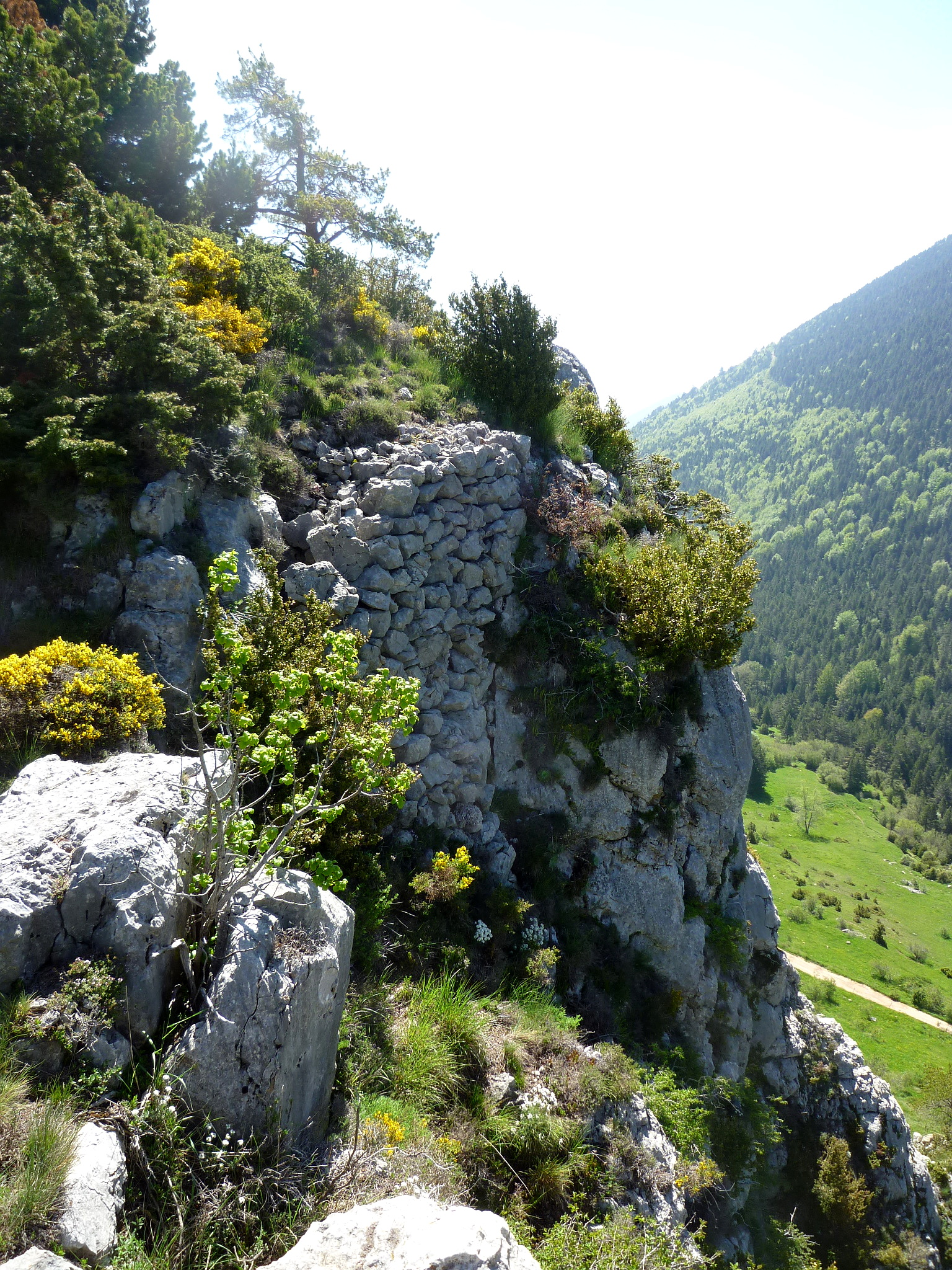
Burgruine von Peguera
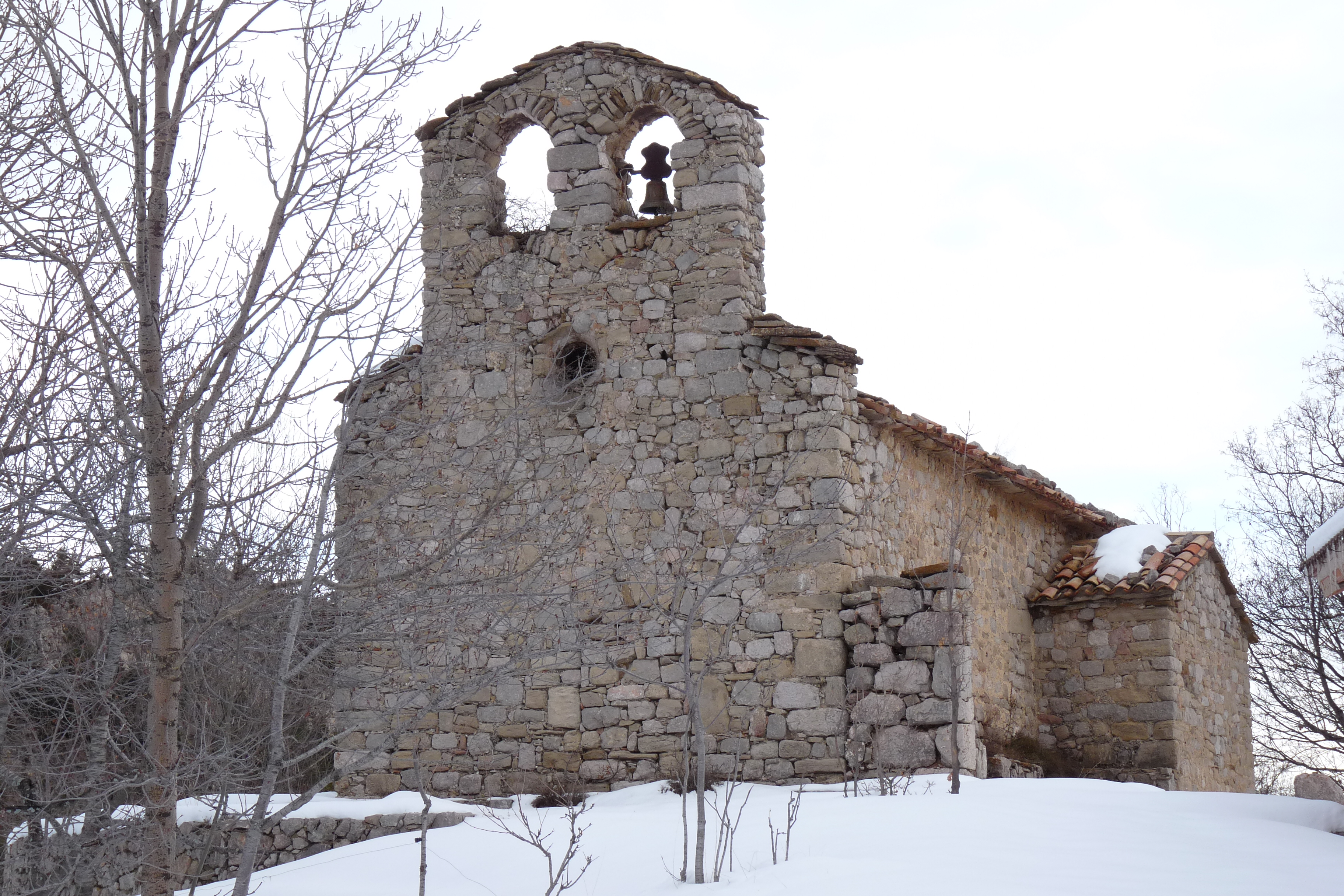
Matthäuskirche

- Paläontologische Grabungsstätte in Fumanya
- Matthäuskirche in Fumanya
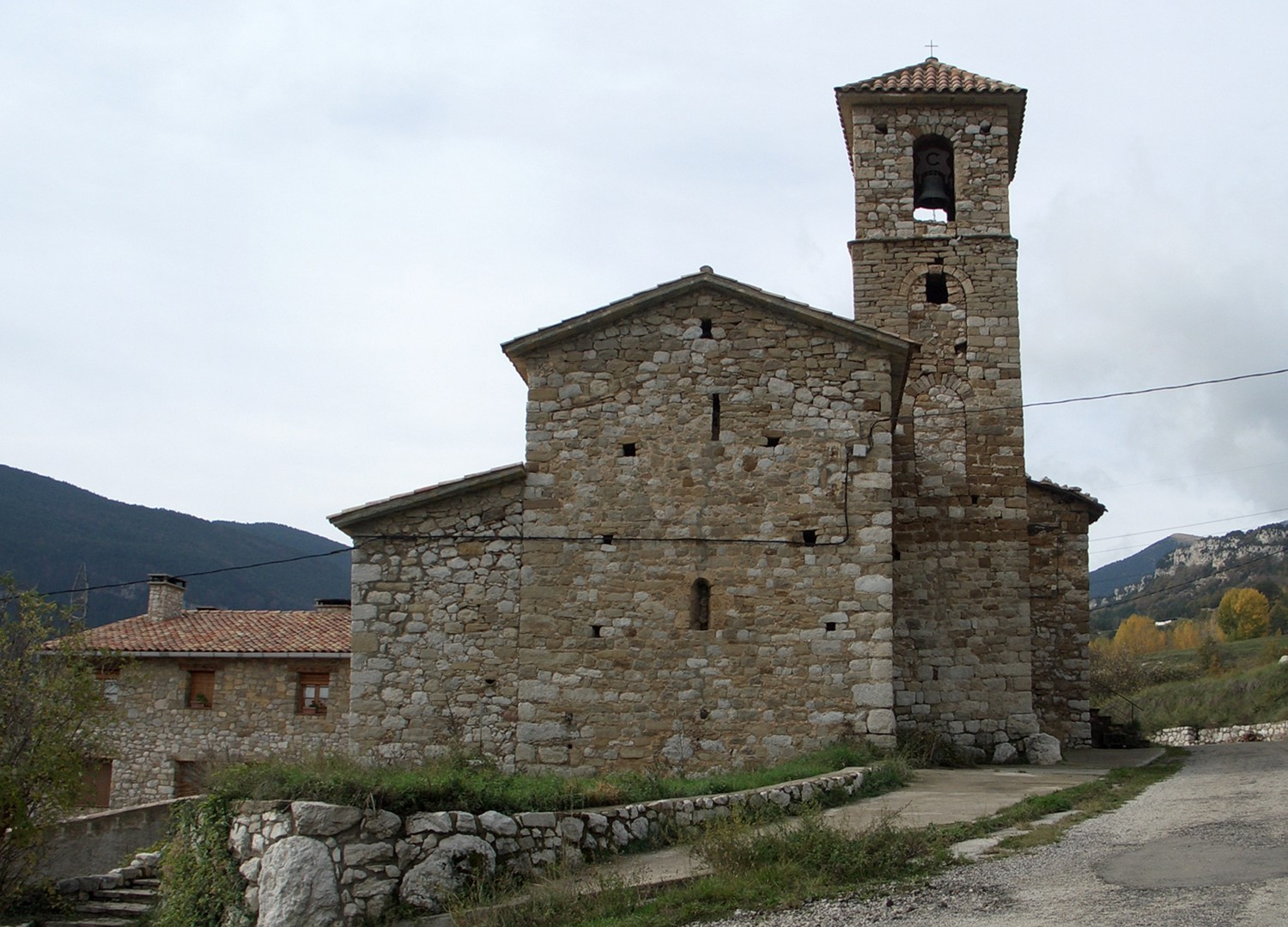
Cäcilienkirche
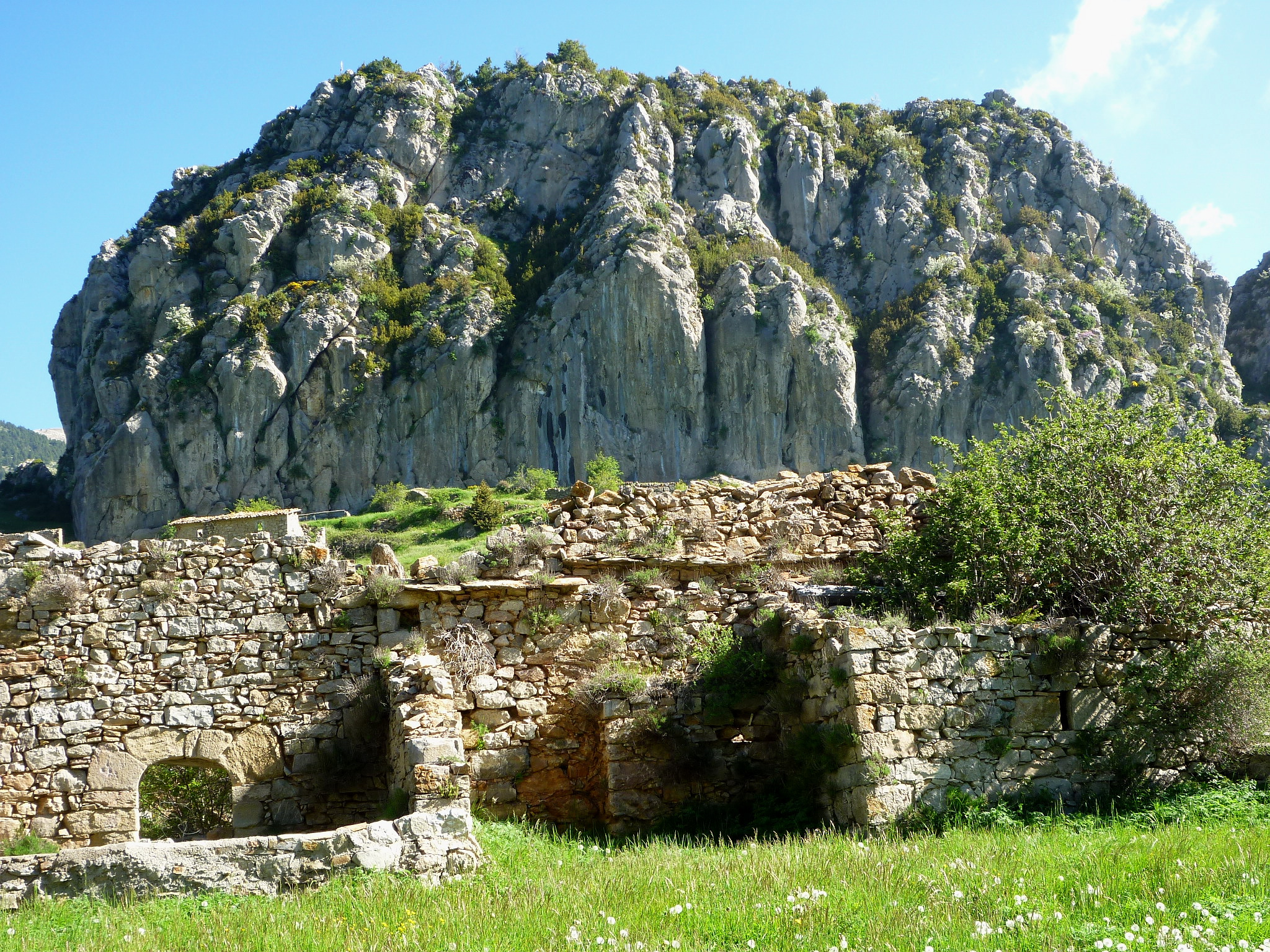
Ruine der Michaeliskapelle

- Burgruine von Peguera
- Matthäuskirche
- Cäcilienkirche
- Ruine der Michaeliskapelle